# 과학적 실재론
과학적 실재론은 과학에 의해 기술된 우주가 그것이 어떻게 해석 될 수 있는지에 관계없이, 실제로 존재한다는 견해이다.
"과학의 성공은 어떻게 설명 될 수 있는가?"라는 질문에 대한 답이 되기도 한다. 이런 맥락에서 과학의 성공에 대한 논의는 주로 과학 이론 에 의해 분명히 말한 관측불가능한 실재의 지위에 중점을 두고 있다. 일반적으로 과학적 실재론자들은 도구주의와는 달리 관찰 할 수 없는 것들에 대한 유효한 주장을 할 수 있다고 주장한다. 

## 주요 특징
과학적 실재론은 두 가지 기본 입장을 포함한다. 첫째, 그것은 이상적인 과학 이론의 특징들에 관한 일련의 주장들이다. 이상적인 이론은 일종의 이론 과학이 만들어내는 목표이다. 둘째, 과학은 결국 이론을 이상적인 이론과 매우 흡사하게 만들 것이며 과학은 지금까지 일부 영역에서 상당히 잘 수행되었다는 약속이다.

## 역사
과학적 실재론은 주로 논리실증주의에 대한 반응으로 발전하였다. 논리실증주의는 관측 용어와 이론 용어 사이에 명확한 구별이 가능하며, 후자는 관찰 및 논리적 용어로 의미론적 분석을 할 수 있다고 하는 과학 철학이다.
실재론은 논리실증주의 이후 지배적인 과학철학이 되었다. 바스 반 프라센은 실재론의 대안으로 구성적 경험주의를 발전시켰다.

## 과학적 실재론에 대한 논쟁

### 기적 불가 논증
과학적 실재론에 대한 논거는 "가장 좋은 설명에 대한 귀추"에 호소한다. 예를 들어 "기적 불가 논증"이라는 공통적으로 사용되는 한 가지 주장은 과학 이론이 다양한 현상을 예측하고 설명하는 데 매우 성공적이라는 사실을 관찰함으로써 시작된다. 힐러리 퍼트넘이 "기적"이 아닌, 과학의 성공을 성공으로 이끌어주는 유일한 설명은 우리의 과학 이론 (또는 적어도 최선의 것들)이 세계에 대한 진리, 또는 근사적 진리에 대한 설명을 제공한다는 것이라고 한다. 이에 대해 바스 반 프라센은 진화적 비유로 "나는 현재의 과학 이론의 성공이 기적이 아니라고 주장한다. 과학적(다윈주의적) 마음에 놀라운 일이 아니다. 어떤 과학적 이론도 치열한 경쟁의 삶, 이빨과 발톱의 붉은 정글에서 태어나기 때문이다. 오직 성공적인 이론들만이 살아남는다. 그것은 실제로 자연의 실제 규칙성에 달려있다."고 하였다.
이러한 기적 불가 논증에 대해 기저율 오류를 범하고 있다는 반박이 제기되었다.

### 비관적 귀납
비관적 귀납은 과학의 역사는 경험적으로 성공한 것으로 여겨졌지만 지금은 거짓이라고 여겨지는 많은 이론을 포함한다고 주장한다. 또한, 과학의 역사는 관찰 할 수 없는 용어가 진실로 언급 된 것으로 믿어지지 않는 많은 경험적으로 성공적인 이론을 포함한다. 이에 대한 실재론의 응답은 과학 실재론을 구조 실재론으로 이끌 수 있다.

### 과소결정 문제
과학적 사실주의에 반대하는 또 다른 주장은, 과소결정의 문제에서 비롯된 것이다. 관측 자료는 원칙적으로 상호 양립할 수 없는 복수의 이론에 의해 설명될 수 있다고 주장한다. 실재론자들은 과학의 역사에서 실제적인 과소결정 사례가 거의 없었다고 말함으로써 맞설 수도 있다. 보통 데이터를 설명하는 요건은 너무 정확해서 과학자들은 그것을 충족하는 하나의 이론이라도 발견하는 것이 행운이다. 더욱이 우리가 그 절제된 주장을 진지하게 받아들인다면, 그것은 우리가 직접 관찰한 것만 알 수 있다는 것을 암시한다.

## 같이 보기
- 반실재론
- 변증법적 유물론
- 도구주의
- 소박 실재론
- 사회 구성주의